# El mestre jardiner
El mestre jardiner és una pel·lícula de thriller policíac estatunidenc del 2022 escrita i dirigida per Paul Schrader i protagonitzada per Joel Edgerton, Sigourney Weaver i Quintessa Swindell. La pel·lícula es va exhibir fora de competició a la 79a Mostra Internacional de Cinema de Venècia el 3 de setembre de 2022 i va ser estrenada als cinemes dels Estats Units el 19 de maig de 2023. S'ha subtitulat al català.
El setembre de 2021 es va anunciar que havien escollit Joel Edgerton i Sigourney Weaver per a la pel·lícula, escrita i dirigida per Paul Schrader. El rodatge va començar a Louisiana el 3 de febrer de 2022 i estava previst que tingués lloc a l'àrea de St. Francisville fins a principis de març. El 8 de febrer es va anunciar que dos actors més s'incorporarien al repartiment, Quintessa Swindell (en substitució de Zendaya, a qui Schrader tenia present originalment), i Esai Morales.
Weaver va ser nominada al premi del Florida Film Critics Circle a la millor actriu de repartiment. "Space and Time", escrita per S. G. Goodman i interpretada per Mereba, va ser nominada al Hollywood Music in Media Award a la millor cançó original en una pel·lícula independent.